# Guanghan
Guanghan (广汉市S, GuǎnghànP) è una città-contea della Cina, situata nella provincia di Sichuan e amministrata dalla prefettura di Deyang.